# Max Lippmann
Max Lippmann (* 16. Februar 1906 in Posen; † 26. Januar 1966 in Mainz) war ein deutscher Journalist und SPD-Abgeordneter des Hessischen Landtags.

## Leben
Max Lippmann wurde nach dem Abitur am humanistischen Gymnasium Redakteur, Rundfunkkommentator beim Breslauer Rundfunk und Filmjournalist. Er trat der SPD bei und wurde Mitglied der Deutschen Liga für Menschenrechte. Nachdem den Nationalsozialisten die Macht übergeben worden war, emigrierte Lippmann als Jude und Sozialdemokrat von 1933 bis 1948 nach Prag, Paris und später London. Während seiner Zeit in Frankreich wurde Lippmann interniert. Nach seiner Rückkehr nach Deutschland war er ein ständiges Mitglied der Freiwilligen Selbstkontrolle der Filmwirtschaft (FSK) und hatte Ehrenämter in kulturellen Vereinigungen inne. Weiterhin war er Direktor in der Europäischen Forschungsgruppe für Flüchtlingsfragen (AFR). Seit 1959 war er Direktor des Deutschen Instituts für Filmkunde in Wiesbaden. Dort engagierte Lippmann sich unter anderem für die kritische Aufarbeitung der NS-Filmindustrie. In Wiesbaden war er zeitweise auch Vorstandsmitglied der Gesellschaft für christlich-jüdische Zusammenarbeit.
Vom 1. Dezember 1954 bis zum 30. November 1958 war er Mitglied des Hessischen Landtags für die SPD.
Bis zu seinem Tod wohnte Lippmann in Wiesbaden.